# إد سكينر
إد سكينر (بالإنجليزية: Ed Skinner)‏ هو محامي وسياسي أمريكي، ولد في 9 فبراير 1936 في آيوا في الولايات المتحدة، وتوفي في 12 يناير 2015. انتخب عضو مجلس نواب ولاية ايوا.